# Rosental-Gletscher
Der Rosental-Gletscher (bulgarisch ледник Розова Долина lednik Rosowa Dolina) ist ein in südost-nordwestlicher Ausrichtung 6 km langer und 3,5 km breiter Gletscher auf der Warna-Halbinsel der Livingston-Insel im Archipel der Südlichen Shetlandinseln. Er fließt von den Nordosthängen der Vidin Heights zur Lister Cove und McFarlane Strait, die er zwischen dem Pomorie Point und dem Inott Point erreicht.
Die bulgarische Kommission für Antarktische Geographische Namen benannte ihn 2005 nach dem Rosental im Zentrum Bulgariens.